# Robert Curzon, 14. Baron Zouche

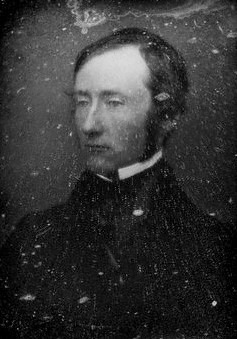
Robert Curzon, 14. Baron Zouche in den 1840ern

Robert Curzon, 14. Baron Zouche (* 16. März 1810 in London; † 2. August 1873) war ein angesehener britischer Reisender des Viktorianischen Zeitalters, Reiseschriftsteller, Politiker, Diplomat und Büchersammler, der hauptsächlich im Nahen Osten aktiv war. Er ist vermutlich am besten bekannt dafür, dass er für die „Anschaffung“ mancher der wichtigsten frühen Bibel-Manuskripte aus Klöstern der Östlichen Orthodoxen Kirchen verantwortlich ist.

## Leben
Curzon war der Sohn von Hon. Robert Curzon aus dessen Ehe mit Harriet Bisshopp, 13. Baroness Zouche. Sein Vater war der jüngere Sohn von Assheton Curzon, 1. Viscount Curzon. Curzon erhielt seine Ausbildung am Charterhouse College und am Christ Church College der Universität Oxford.
Von 1831 bis 1832 war er als Abgeordneter der Tories für Clitheroe in Lancashire Mitglied des britischen House of Commons.
Zwischen 1834 und 1837 bereiste Curzon Ägypten, Syrien, Albanien und die Halbinsel Athos auf der Suche nach alten Manuskripten. In seinem Buch Visits to Monasteries in the Levant [1849] beschrieb und rechtfertigte er seine Unternehmungen. Er besuchte den Berg Athos 1837 und im Kloster Agiou Pavlou, so erzählte er, sagte der Abt zu ihm: „Wir machen keinen Gebrauch von den alten Büchern, und würden uns freuen, wenn ihr eines annehmen würdet“, worauf er zwei nahm, einschließlich des illuminierten bulgarischen Tetraevangeliar des Zaren Iwan Alexander aus dem 14. Jahrhundert, das sich heute in der British Library befindet.
1841 wurde er Attaché und Privatsekretär des britischen Botschafters im Osmanischen Reich, Stratford Canning. 1842/43 war er in Erzurum Teil einer britisch-osmanisch-persisch-russischen Kommission, die osmanisch-persische Grenzstreitigkeiten verhandelte.
Curzon erbte 1870 von seiner Mutter deren Adelstitel als 14. Baron Zouche und wurde dadurch Mitglied des House of Lords. Er starb im August 1873 im Alter von 63 Jahren.
Aus seiner 1850 geschlossenen Ehe mit Emily Julia Wilmot-Horton (um 1822–1866), Tochter des Sir Robert Wilmot-Horton, 3. Baronet, hatte er einen Sohn, Robert (1851–1915), sowie eine Tochter, Darea (1860–1917). Sein Adelstitel fiel 1873 zunächst an seinen Sohn und bei dessen kinderlosem Tod 1915 an seine Tochter.

## Schriften
- Visits to Monasteries in the Levant. London 1849.
- Catalogue of materials for writing, early writings on tablets and stones, rolled and other manuscripts and oriental manuscript books, in the library of Robert Curzon at Parham in the county of Sussex. London 1849.
- Armenia. A Year at Erzeroom, and on the Frontiers of Russia, Turkey, and Persia. John Murray, London 1854.
- Besuche in den Klöstern der Levante. Reise durch Aegypten, Palästina, Albanien und die Halbinsel Athos. 2. Ausgabe, Dyk, Leipzig 1854.